# 撒冷 (阿肯色州薩林縣)
撒冷（英語：Salem）是位於美國阿肯色州薩林縣的一個人口普查指定地區。

## 地理
撒冷的座標為34°37′46″N 92°33′42″W / 34.62944°N 92.56167°W，而該地最高點為海拔高度143米（即469英尺）。

## 人口
根據2010年美國人口普查的數據，撒冷的面積為8.38平方千米，當中陸地面積為8.25平方千米，而水域面積為0.13平方千米。當地共有人口1635人，而人口密度為每平方千米195人。